# Mbankomo
Mbankomo est une commune du Cameroun située dans la région du Centre, à 25 km au sud ouest de Yaoundé. C'est aussi un arrondissement du département de la Méfou-et-Akono.
Mbankomo abrite le Centre sportif académique de Mbankomo.

## Géographie
La localité de Mbankomo est située sur la route nationale 3 à 20 km au sud-ouest de Yaoundé (place Ahmadou Ahidjo) et à 31 km au nord du chef-lieu départemental Ngoumou.
| Lobo   | Okola    | Yaoundé VII             |
| Matomb | Mbankomo | Yaoundé VI, Yaoundé III |
|        | Ngoumou  | Bikok                   |

## Histoire
La commune est créée en juin 1959 sous le nom de Ndjongolo Centre, elle prend le nom de Mbankomo en 1974 et perd les groupements Mvolyé I et Mvolyé II qui sont rattachés à Yaoundé. Le district est instauré en 1964.

## Population
Lors du recensement de 2005, la commune comptait 20 305 habitants, dont 3 429 pour la ville de Mbankomo. La population autochtone appartient à l'ethnie Ewondo ((Mvog Fouda, Mvog Tsoung Mballa, Mvog Nama, Ndobo et les Misso Mi Kolo). Les allochtones sont composés des Bulu, Bamilékés, Bamoun, Manguissa, Eton, Bassa, Bafia, Yambassa, Ossanaga, Bayangui, les populations du grand nord. Le plan communal de développement relève la présence de population étrangère : maliens, sénégalais, nigérians, rwandais.

## Organisation
L'espace urbain est constitué de deux quartiers Mbankomo et Mbalngong (7 219 habitants en 2005). 
Outre Mbankomo et ses quartiers, la commune comprend les villages suivants :
- Abang
- Angala
- Angon I
- Angon II
- Angonga
- Badoumou
- Bibong Bidoum
- Bikolok Bikome I
- Binguela I
- Biyan
- Ebeba I
- Ebeba II
- Edibkombo
- Elig Essom-Mballa
- Elig Akeng
- Eloumdem I
- Eloumdem II
- Etilbibegue
- Kala
- Mbayengue I
- Mbongo
- Mefomo
- Mefou Assi
- Memvini
- Menyeng Adzap
- Messok I
- Mian
- Nden
- Nkadip
- Nkol Akono
- Nkol Ngok
- Nkol Ntsam
- Nkol Yegue I
- Nkol Yegue II
- Nkol-Menyengue
- Nkolmewouth
- Nkomekoui
- Nkong-Binguela
- Nkong Biyen
- Nkot Nkong
- Nkoumadzap
- Nomayos I
- Nomayos II
- Ntang
- Ntouessong II
- Okoa
- Okong
- Ongot
- Ossekoe
- Ossonkia
- Oveng
- Zoassel I
- Zoassel II
- Zoatoupsi

## Éducation
- Lycée bilingue de Mbankomo
- Lycée technique de Mbankomo
- Institut supérieur de médecine Life Institute
- Ecole maternelle, primaire, laïque, bilingue Kingdom Life Academy

## Personnalités liées à Mbankomo
- Paul Etoga, évêque de Mbalmayo, né à Nkolmewouth en 1911.
- Arthur Zang (1987), ingénieur
- Bernard Nanga (1934-1985), écrivain né à Mbankomo
- Jean-Pierre Amougou Belinga, né à Nkoumadzap, homme d'affaires